# Jeromey Clary
Jeromey W. Clary (Norfolk, 5 novembre 1983) è un giocatore di football americano statunitense che gioca nel ruolo di offensive guard per i San Diego Chargers della National Football League. Fu scelto nel corso del sesto giro (187º assoluto) del Draft NFL 2006 dai Chargers. Al college ha giocato a football alla Kansas State University.

## Carriera professionistica

### San Diego Chargers
Clary fu scelto nel corso del sesto giro del Draft 2006 dai San Diego Chargers. Dopo non essere mai sceso in campo nella sua stagione da rookie, nel 2007 disputò tutte le 16 partite, incluse 6 come titolare. Nel 2008 partì per la prima volta come titolare in tutte le gare della stagione, impresa ripetuta nel 2010 e nel 2011.

## Vittorie e premi
Nessuno

## Statistiche
| Partite totali | 88 |
| Partite totali | 78 |

Statistiche aggiornate alla stagione 2012